# Ахметов, Жумабек Хатиоллаевич
Жумабе́к Хатиолла́евич Ахме́тов (род. 8 мая 1959, Гурьев) — генерал-майор начальник военного института Национальной гвардии Республики Казахстан (с 2006), доктор военных наук, профессор, Вице-президент Академии военных наук, Действительный член (академик) Академий военных наук России и Казахстана, Педагогических наук Казахстана.

## Биография
Родился 8 мая 1959 года в г. Гурьев (Атырау).
В 1982 году окончил с золотой медалью Высшее политическое училище им. 60-летия ВЛКСМ МВД СССР.
В 1992 году окончил с отличием Гуманитарную академию Вооруженных Сил России.
В 1993 году принимал участие в защите внешней границы Содружества Независимых государств на таджикско-афганском участке.
С января 2006 года начальник Высшего военного училища, ныне Военного института Национальной гвардии Республики Казахстан.
Указом Президента Республики Казахстан от 6 мая 2017 года за № 472 присвоено воинское звание генерал-майора.

## Награды
- Орден Айбын II степени
- Медаль «Жауынгерлік ерлігі үшін»
- Медаль «За боевые заслуги»
- Медаль «10 лет независимости Республики Казахстан»
- Медаль «20 лет независимости Республики Казахстан»
- Медаль «10 лет Вооружённых сил Республики Казахстан»
- Медаль «20 лет Вооружённых сил Республики Казахстан»
- Медаль «10 лет Конституции Республики Казахстан»
- Медаль «20 лет Конституции Республики Казахстан»
- Медаль «10 лет Астане»
- Медаль «70 лет Вооружённых сил СССР»
- Медаль «За содействие ВВ МВД» (Российская Федерация)
- Медаль «200 лет ВВ МВД РФ» (Российская Федерация)
- Заслуженный работник МВД Республики Казахстан
- Почётный работник образования Республики Казахстан